# 天主教聖多美普林西比教區
天主教聖多美普林西比教區（拉丁語：Dioecesis Sancti Thomae in Insula）是非洲一個羅馬天主教教區。範圍包括聖多美普林西比全國，直屬於教廷。
1534年11月3日升為教區，屬里斯本宗主教區。1616年11月16日改屬薩爾瓦多總教區。1844年1月13日改為由教廷直轄。
2008年有教友115,000人（佔全國人口71.9%）、十二個堂區、十四名司鐸。教座位於首都聖多美。現任主教為曼奴埃爾·門德斯·桑托斯。